# حباك قرفي
الحباك القرفي (الاسم العلمي: Ploceus badius) نوع من الطيور الصغيرة من فصيلة الحباك، متوطن في جنوب السودان والسودان.